# Moxie (film)
Pour les articles homonymes, voir Moxie.
Pour plus de détails, voir Fiche technique et Distribution.
Moxie (aussi stylisé MOXIE!), est une comédie dramatique réalisée par Amy Poehler, sortie en 2021. Il s'agit de l'adaptation du livre éponyme de Jennifer Mathieu.

## Synopsis
Dans le lycée de Vivian, le sexisme est maître : les garçons harcèlent les filles et vont jusqu'à créer des classements selon le physique. Pendant ce temps, les filles font profil bas. Un jour, Vivian décide de changer les choses et édite le premier numéro du Moxie, un fanzine qui s'inspire des fanzines féministes créés par sa mère lorsquelle était elle-même au lycée.

## Fiche technique
Sauf indication contraire, les informations mentionnées dans cette section peuvent être confirmées par la base de données cinématographiques IMDb,  présente dans la section « Liens externes ».
- Titre original : Moxie
- Réalisation : Amy Poehler
- Scénario : Tamara Chestna et Dylan Meyer d'après le roman de Jennifer Matthieu
- Musique : Mac McCaughan
- Photographie : Tom Magill
- Production : Kim Lessing, Amy Poehler et Morgan Sackett

Production associée : Jordan Grief et Matt Quezada
- Société de production : Paper Kit Productions
- Société de distribution : Netflix
- Langue originale : anglais
- Format : couleur - 17:9
- Genre : comédie dramatique
- Durée : 111 minutes
- Date de sortie : 3 mars 2021 (Netflix)

## Distribution
- Hadley Robinson (en) (VF : Lila Lacombe) : Vivian Carter
- Amy Poehler (VF : Valérie Nosrée) : Lisa Johnson, la mère de Vivian
- Lauren Tsai (VF : Geneviève Doang) : Claudia
- Alycia Pascual-Peña (VF : Aurélie Konaté) : Lucy Hernandez
- Anjelika Washington (en) (VF : Justine Berger) : Amaya
- Sydney Park (VF : Issia Lorrain) : Kiera Pascal
- Josie Totah (VF : Camille Donda) : CJ
- Josephine Langford (VF : Natassja Girard): Emma Cunningham
- Nico Hiraga (VF : Hervé Grull) : Seth Acosta
- Patrick Schwarzenegger (VF : Gauthier Battoue) : Mitchell Wilson, harceleur en série du lycée[1]
- Ike Barinholtz (VF : Serge Faliu) : Mr. Davies
- Marcia Gay Harden (VF : Véronique Augereau) : la principale du lycée
- Sabrina Haskett (VF : Leslie Lepkins) : Kaitlynn Price

## Production

### Développement et attribution des rôles
En février 2019, il est annoncé qu'Amy Poehler va réaliser le film à partir du scénario écrit par Tamara Chestna sous la maison de production Paper Kite. Les premiers noms du casting, dont Hadley Robinson, Lauren Tsai, Patrick Schwarzenegger et Ike Barinholtz sont annoncés en octobre de la même année.

### Tournage
Le tournage a lieu à Los Angeles,  en octobre 2019.

## Accueil
Sur l'agrégateur d'avis américain Rotten Tomatoes, Moxie reçoit 67 % d'avis positifs pour 81 critiques et une notation moyenne de 6,40⁄10.
Selon Marie Claire, Moxie « propose une approche plurielle, à travers un casting diversifié, avec plusieurs personnages importants non-caucasiens, aux problématiques spécifiques ». The Guardian — qui met la note de 3 sur 5 au film — parle d'un script qui « assez intelligent pour comprendre que la jeune fille blanche de la classe moyenne qu'est Vivian ne peut avoir toutes les réponses ».